# 鄭華 (洪武進士)
郑华（1372年—1402年），字思孝，江浙等處行中書省台州路臨海縣（今浙江临海）人。明朝政治人物、进士。

## 生平
洪武三十年（1397年），鄭華中式丁丑科春榜三甲第十一名进士。后授行人，因事连坐戍东平州判官，将赴任时，听闻朱棣在北京起兵，当时乡人赵次进為无锡县丞，其以妻托之，后到东平与燕军作战，后城破绝食而死，谥号贞壮。